# أرشيبالد إف. بينيت
أرشيبالد إف. بينيت (بالإنجليزية: Archibald F. Bennett)‏ هو كاتب ترانيم ومؤرخ أمريكي، ولد في 17 مارس 1896، وتوفي في 28 أغسطس 1965.